# Onthophagus paluma
Onthophagus paluma är en skalbaggsart som beskrevs av Matthews 1972. Onthophagus paluma ingår i släktet Onthophagus och familjen bladhorningar. Inga underarter finns listade i Catalogue of Life.